# Andrzej Mańka
Andrzej Mańka (ur. 18 kwietnia 1967 w Lublinie) – polski polityk, nauczyciel, poseł na Sejm RP IV i V kadencji.

## Życiorys
W 1988 ukończył Technikum Mechaniczne w Lublinie, a w 1994 uzyskał absolutorium z historii na Wydziale Nauk Humanistycznych Katolickiego Uniwersytetu Lubelskiego. Od 1988 do 1989 pracował jako mechanik w POLMO-FSC w Świdniku, następnie do 1997 był nauczycielem w liceum ogólnokształcącym w Świdniku. Od 1998 do 2001 był dyrektorem oddziału PFRON. W okresie 1994–2001 był radnym rady miejskiej w Świdniku. Od 1998 do 2001 przewodniczył tej radzie.
Od 1990 do 2001 należał do Zjednoczenia Chrześcijańsko-Narodowego, a w 2001 do Przymierza Prawicy. W 2001, otrzymawszy 5635 głosów, został wybrany w okręgu lubelskim na posła IV kadencji z listy Prawa i Sprawiedliwości. W 2002 przeszedł do Ligi Polskich Rodzin, z ramienia której w 2005 ponownie uzyskał mandat poselski liczbą 10 646 głosów. W 2006 opuścił LPR, stając się posłem niezrzeszonym, jednak po kilkunastu dniach powrócił do LPR. Nie kandydował w wyborach parlamentarnych w 2007.
Później został członkiem Prawicy Rzeczypospolitej, w której pełnił funkcję pełnomocnika okręgu lubelskiego. Po odejściu z parlamentu został zastępcą dyrektora Regionalnego Ośrodka Polityki Społecznej w Lublinie.
W wyborach samorządowych w 2010 został z listy PiS radnym powiatu świdnickiego. Został też członkiem zarządu powiatu. Na przełomie 2013 i 2014 został w tym powiecie pełnomocnikiem Polski Razem Jarosława Gowina. Bez powodzenia kandydował z jej listy w wyborach do Parlamentu Europejskiego w 2014. W tym samym roku oraz w 2018 i w 2024 utrzymywał mandat w radzie powiatu na kolejne kadencje.
W październiku 2016 został pełnomocnikiem stowarzyszenia Endecja (związanego z ruchem Kukiz’15) na województwo lubelskie, był nim do 2018. W listopadzie 2018 i maju 2024 wybierany na przewodniczącego rady powiatu świdnickiego VI i VII kadencji.